# Krościenko Wyżne (gromada)
Krościenko Wyżne – dawna gromada, czyli najmniejsza jednostka podziału terytorialnego Polskiej Rzeczypospolitej Ludowej w latach 1954–1972.
Gromady, z gromadzkimi radami narodowymi (GRN) jako organami władzy najniższego stopnia na wsi, funkcjonowały od reformy reorganizującej administrację wiejską przeprowadzonej jesienią 1954 do momentu ich zniesienia z dniem 1 stycznia 1973, tym samym wypierając organizację gminną w latach 1954–1972.
Gromadę Krościenko Wyżne z siedzibą GRN w Krościenku Wyżnym utworzono – jako jedną z 8759 gromad na obszarze Polski – w powiecie krośnieńskim w woj. rzeszowskim na mocy uchwały nr 24/54 WRN w Rzeszowie z dnia 5 października 1954. W skład jednostki weszły obszary dotychczasowych gromad Krościenko Wyżne i Iskrzynia ze zniesionej gminy Korczyna w tymże powiecie. Dla gromady ustalono 27 członków gromadzkiej rady narodowej.
1 stycznia 1968 z gromady Krościenko Wyżne wyłączono przysiółek Zagórze II o powierzchni 103,8 ha, włączając go do wsi Korczyna w gromadzie Korczyna w tymże powiecie.
Gromada przetrwała do końca 1972 roku, czyli do kolejnej reformy gminnej. 1 stycznia 1973, Krościenko Wyżne na okres 22 lat utraciło funkcje administracyjne. Powróciło do nich dopiero 30 grudnia 1994 kiedy to w województwie krośnieńskim utworzono gminę Krościenko Wyżne.